# Luka Alexandrowitsch Sokolowski

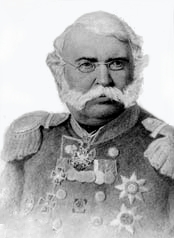
Luka Alexandrowitsch Sokolowski

Luka Alexandrowitsch Sokolowski (russisch Лука Александрович Соколовский; * 3. Februarjul. / 15. Februar 1808greg.; † 12. Märzjul. / 24. März 1883greg. in St. Petersburg) war ein russischer Bergbauingenieur.

## Leben
Sokolowski stammte aus einer Adelsfamilie des Gouvernements Nischni Nowgorod. Er studierte in St. Petersburg am Institut des Bergkadettenkorps mit Abschluss 1827. Für seine Studienleistungen hatte er Bücher, die kleine und große Silbermedaille und die kleine und große Goldmedaille erhalten. Darauf trat er in den staatlichen Bergbaudienst ein und arbeitete in den Altaier Hüttenwerken.
1830 wurde Sokolowski zusammen mit dem jungen Bergbauingenieur Friedrich von Völkner, der in den Kolywano-Woskressenskije-Hüttenwerken im Altai diente, zum Studium der Silber-Verhüttung nach Schweden, Preußen, Sachsen, in den Harz und nach Ungarn geschickt. In einer Reihe von Fachartikeln berichtete er über seine Erfahrungen. In den sächsischen Bergwerken lernte er die Vorteile der Arbeit mit freien Vertragsarbeitern im Vergleich mit den russischen Bergwerken mit leibeigenen Bauern kennen.
Nach der Rückkehr wurde Sokolowski 1834 Silber-Probierer des Barnauler Hauptlaboratoriums. Ab 1837 leitete er das Barnauler Silber-Hüttenwerk. Gleichzeitig war er Schulinspektor des Altaier Bergbaubezirks. 1843 wurde er Bergbauchef der Kolywano-Woskressenskije-Hüttenwerke und dann der Altaier Hüttenwerke. Er führte deutsche Technologien ein und stellte eine große Mineraliensammlung zusammen. Mit seinen Studien und Übersichtsartikeln trug er zur Entwicklung der russischen Bergbau- und Hüttenindustrie bei.
Sokolowski kehrte 1853 nach St. Petersburg zurück und wurde Mitglied des Wissenschaftlichen Komitees des Bergkadettenkorps. 1858–1860 gehörte er wie auch Alexander Oserski zur Kommission zur Ausarbeitung der Bedingungen für die Abschaffung der Zwangsarbeit mit leibeigenen Bauern im Bergbau und in der Hüttenindustrie. Er war Mitarbeiter des Kaiserlichen Kabinetts. Er war 1854 zum Generalmajor und 1861 zum Generalleutnant befördert worden. 1871 wurde er Mitglied der Kaiserlichen Mineralogischen Gesellschaft.
Sokolowski war mit der Oberbergmeistertochter Jelena Alexandrowna geborene Farafontowa verheiratet und hatte die Kinder Alexander (1837–1915, Übersetzer), Pjotr, Marija und Jelisaweta.
Sokolowski starb am 24. März 1883 in St. Petersburg und wurde auf dem St. Petersburger Nowodewitschi-Friedhof begraben.

## Ehrungen
- Russischer Orden der Heiligen Anna III. Klasse (1838), II. Klasse (1848)[2]
- Orden des Heiligen Wladimir IV. Klasse (1841)
- Sankt-Stanislaus-Orden II. Klasse (1843)[2]
- Alexander-Newski-Orden (1878), dazu Diamanten (1881)